# Tjelesna zaštita
Tjelesna zaštita ili fizička zaštita (eng. physical security), zaštita osoba i imovine koja se obavlja osobnom nazočnošću osobe (zaštitar, čuvar) koja obavlja poslove zaštite bez dominantne uporabe tehničkih sredstava i naprava.
Zaštitari i čuvari obavljaju djelatnost tjelesne zaštite unutar i na ulazu u štićeni objekt i prostor koji je pod zaštitom te moraju, prema Zakonu o privatnoj zaštiti nositi odoru i vidljivo istaknutu zaštitarsku iskaznicu. Iznimno, tjelohranitelj, koji obavlja djelatnost neposredne tjelesne zaštite, može uredovati u slučaju neposredne opasnosti nad njime ili štićenom osobom nad širim područjem unutar kojeg se štićena osoba kreće. Tjelohranitelj može nositi civilnu odjeću, ali mora imati uza se zaštitarsku licencu.

## Vanjske poveznice
- Zakon o privatnoj zaštiti – narodne-novine.nn.hr